# Cootehill
Cootehill (Muinchille en irlandais) est une ville du comté de Cavan en république d'Irlande.

## Géographie

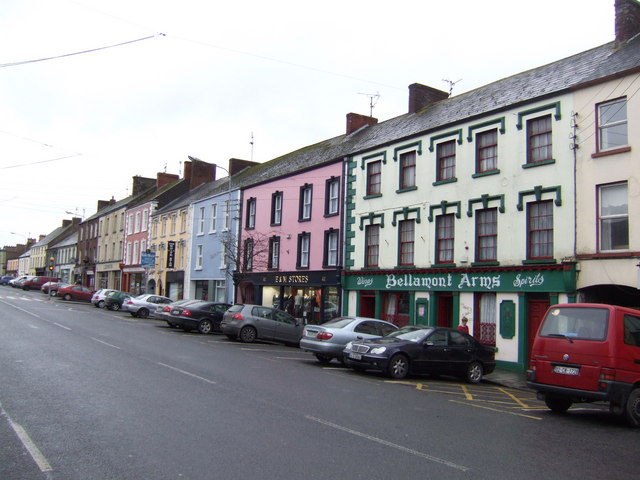
Market Street, Cootehill, 2008.

### Industrie et tourisme
En 1837, la ville accueille une des huit premières succursales d'Ulster Bank qui existe encore aujourd'hui. La ville abrite également Abbott Laboratories, qui fabrique une gamme de préparations pour nourrissons.
Eakins et Whelans Shoes figurent parmi les autres usines, et le Cootehill Enterprise Centre abrite la boulangerie Carleton.
L'agriculture et les industries connexes telles que la transformation du poulet et la culture des champignons, ainsi que la vente au détail, sont les principaux employeurs.
Les lacs et les rivières environnants constituent un décor attrayant pour les visiteurs et les sportifs.
Aux XVIIIe et XIXe siècles, Cootehill était un centre de courses hippiques : « une coupe à Cootehill gagnée deux fois avec gloire, et ce jour nous sommes mis au défi, nous devons courir à nouveau » (Jackson et Jane).

### Architecture
Bellamont House est considérée comme un exemple de l'architecture palladienne en Irlande et reste dans un état bien préservé. La maison était le siège de la famille Coote, celle des comtes de Bellamont. Le domaine de Bellamont était un vaste domaine rural s'étendant du centre-ville au nord vers Rockcorry, à droite de la rivière Dromore. La forêt était autrefois très dense avec l'épicéa commun et d'autres arbres. Elle est maintenant gérée par la compagnie forestière Coillte, propriété de l'État irlandais. Elle a fait l'objet d'une coupe à blanc au début des années 1990.
Le domaine comportait plusieurs lacs, de nombreux postes de garde, des pâturages ouverts, des forêts. Une grande diversité d'animaux sauvages y vivaient, notamment des cerfs sauvages et des râles des genêts. La propriété est bordée par la rivière Dromore et la forêt de Dartrey (qui faisait autrefois partie de l'ancien domaine Dartrey Estate). La majeure partie de la forêt de Bellamont est maintenant classée zone de patrimoine naturel par le Service des parcs nationaux et de la faune sauvage.

## Démographie
La population urbaine de la ville de Cootehill se monte à 1 853 habitants au recensement de 2016.

## Histoire
Une tombe mégalithique se trouve sur le townland de Cohaw, à 5 km de Cootehill, le long de la route de Shercock.
L'existence officielle de Cootehill remonte à 1725, lorsqu'elle est établie comme ville marchande et que Thomas Coote obtient le droit d'organiser des marchés et des foires. Par la suite, des liens étroits sont entretenus avec l'industrie textile drapière irlandaise.
Cootehill tire son nom anglais du XVIIe siècle, du mariage de Thomas Coote, colonel Cromwellien, avec Frances Hill de Hillsborough.
La famille Coote de Cootehill compte quelques membres notables dont Thomas Coote, juge à la Cour au XVIIIe siècle. D'autres Cootes ont été shérif ou shérif-adjoint au XIXe siècle. Le petit-fils de Thomas Coote, Charles, a été comte de Bellomont.

## Enseignement
La ville possède deux écoles publiques : Darley et St. Michael's.
St Michael est la plus grande des deux, avec plus de 200 élèves, âgés de 4 à 12 ans.
L’école secondaire locale, St. Aidan's Comprehensive School accueille tous les élèves du secteur.
L'école de la Sainte Famille, Monaghan Road, s’adresse aux élèves nécessitant un enseignement spécialisé.
Le Tanagh Outdoor Education Centre propose des activités sportives d'aventure (canoë, orientation, etc.) aux groupes scolaires et autres.

## Transports

### Transports ferroviaires
La gare de Cootehill a ouvert le 18 octobre 1860. Elle ferme pour le trafic de marchandises et de voyageurs le 10 mars 1947 et définitivement le 20 juin 1955.
La ligne a été fermée sous la gestion du Great Northern Railway, après sa nationalisation par les deux gouvernements.

### Transports routiers
Traditionnellement desservi par Bus Éireann, le service comprend désormais six trajets aller-retour pour Cavan et quatre trajets aller-retour pour Monaghan, du lundi au vendredi inclus. Les samedis et les dimanches, deux trajets sont assurés pour chaque destination.
La ligne 166 relie la ville à Carrickmacross et à Dundalk trois fois par semaine.
La société Sillan exploite une ligne directe entre la ville et Dublin.

## Personnalités locales
- Mary Anne Madden Sadlier, auteur, y est née en 1820.
- John Charles McQuaid, Primate of Ireland et archevêque de Dublin , y est né en 1895.
- Eric Dorman-Smith (Dorman-O'Gowan), né en 1895, major-général de la British Army, a combattu pendant la Première Guerre mondiale.
- Sir Reginald Dorman-Smith, frère d'Eric, colonel de la British Army a combattu pendant la Première Guerre mondiale et fut 2e Gouverneur de Burma.
- Paddy Smith, Fianna Fáil T.D., a été le plus longtemps membre de Dáil Éireann, y est né en 1901.
- Hughie O’Reilly - footballeur pendant plusieurs années au GAA team, Cootehill Celtic.
- Charlie Gallagher ancien joueur de football gaélique de Cavan dans les années 1960.
- Ruairí McKiernan, militant social et membre du conseil d'état.